# Jürgen Matzku
Jürgen Matzku (* 28. Mai 1966) ist ein ehemaliger österreichischer Gewichtheber.

## Karriere
Matzku erreichte bei den Weltmeisterschaften 1989 in der Klasse bis 90 kg den zehnten Platz. Bei den Europameisterschaften 1990 wurde er Sechster, bei den Weltmeisterschaften 1991 Neunter und den Europameisterschaften 1992 Fünfter. Vor den Olympischen Spielen 1992 wurde er bei einer Dopingkontrolle positiv auf Anabolika getestet, aus der Olympiamannschaft entlassen und gesperrt. Nach seiner Sperre wurde er 1997 Siebter bei den Europameisterschaften und Zehnter bei den Weltmeisterschaften in der Klasse bis 91 kg.